# Jakob Eiksund Sæthre
Jakob Eiksund Sæthre (* 13. November 1999) ist ein norwegischer Nordischer Kombinierer.

## Werdegang
Jakob Eiksund Sæthre startete auf internationaler Ebene bislang (Stand März 2020) ausschließlich im Continental Cup. Er debütierte am 17. Februar 2019 in Rena, wo er den 28. Platz belegte und damit direkt seine ersten Continental-Cup-Punkte holte. Seine nächsten Wettbewerbsstarts erfolgten erst in der darauffolgenden Saison 2019/20, wo er bei seinen Wettbewerbsteilnahmen in Oberwiesenthal am 11. und 12. Januar 2020 mit einem neunten und dritten Platz direkt seinen ersten Podestplatz im Continental Cup holte. Bei den Wettbewerben von Rena zwei Wochen später gewann er den ersten Wettbewerb und wurde im zweiten Wettbewerb Achter. Nach weiteren Wettbewerbsteilnahmen belegte er am Ende der Saison in der Gesamtwertung mit 311 Punkten den zwölften Platz.

## Erfolge

### Continental-Cup-Siege im Einzel
| Nr. | Datum           | Ort  | Disziplin               |
| --- | --------------- | ---- | ----------------------- |
| 1.  | 25. Januar 2020 | Rena | Gundersen Normalschanze |

## Statistik

### Continental-Cup-Platzierungen
| Saison  | Platz | Punkte |
| ------- | ----- | ------ |
| 2018/19 | 93.   | 003    |
| 2019/20 | 12.   | 311    |